# Viewtiful Joe (serie)

Scena del primo capitolo della serie

Viewtiful Joe è una serie di videogiochi platform e picchiaduro a scorrimento sviluppata da Capcom e da Clover Studio.
La serie nasce come una parodia di molti elementi caratteristici e cliché del mondo del cinema, in particolar modo dei film d'azione e di supereroi.

## Ambientazione
La serie narra le vicende di Joe, un ragazzo appassionato di cinema che si ritrova coinvolto nell'invasione del mondo reale da parte dei personaggi malvagi delle pellicole, trovandosi costretto a combattere questi malvagi per impedire l'invasione e per salvare la sua ragazza Sylvia, rapita dai malvagi di turno.

## Serie
- Viewtiful Joe (2003), successivamente riedito come Viewtiful Joe Revival e Viewtiful Joe - Una nuova speranza
- Viewtiful Joe 2 (2005)
- Viewtiful Joe - Double Trouble (2006)
- Viewtiful Joe - Red Hot Rumble (2006)

## Altri media
Ispirata al gioco, tra il 2004 e il 2005 è uscita l'omonima serie anime in Giappone, sempre prodotta da Capcom in un'unica serie di 51 episodi, inedita in Italia.

## Accoglienza
La rivista Play Generation classificò la demo di Viewtiful Joe 2 come quella con il bug più memorabile tra i titoli disponibili su PlayStation 2, in quanto questo errore di programmazione cancellava tutti i dati presenti sulla Memory Card.